# C/2015 D5 (Kowalski)
C/2015 D5 (Kowalski) — одна з довгоперіодичних параболічних комет. Ця комета була відкрита 27 лютого 2015 року; блиск на час відкриття: 18.8m.